# Салатиу (Клуж)
Салатиу (рум. Salatiu) насеље је у Румунији у округу Клуж у општини Минтиу Герлиј. Oпштина се налази на надморској висини од 252 m.

## Становништво
Према подацима из 2002. године у насељу је живело 268 становника.

### Попис2002.
| Расподела становништва по националности 2002.‍ | Расподела становништва по националности 2002.‍ | Расподела становништва по националности 2002.‍ | Расподела становништва по националности 2002.‍ | Расподела становништва по националности 2002.‍ |
| --------------------------------------------- | --------------------------------------------- | --------------------------------------------- | --------------------------------------------- | --------------------------------------------- |
|                                               |                                               |                                               |                                               |                                               |
| Румуни                                        | Румуни                                        |                                               | 228                                           | 85,1%                                         |
| Мађари                                        | Мађари                                        |                                               | 8                                             | 3,0%                                          |
| Роми                                          | Роми                                          |                                               | 32                                            | 11,9%                                         |